# فرانسيسكو انطونيو فيدال
فرانسيسكو انطونيو فيدال (بالإسبانية: Francisco Antonino Vidal Silva) (و. 1827 – 1889 م) هو طبيب، وسياسي من الأوروغواي .